# Саксино
Саксино — деревня в Муромском районе Владимирской области России, входит в состав Ковардицкого сельского поселения.

## География
Деревня расположена в 6 км на север от центра поселения села Ковардицы и в 11 км на северо-запад от Мурома.

## История
Первое упоминание о деревне Саксино в составе Санниковского прихода находится в окладных книгах 1676 года. В ней было 6 крестьянских дворов и 5 бобыльских. В конце XIX века в деревне имелось 56 дворов
В 1965 году в состав Саксино включена деревня Тереховицы, примыкавшая к Саксино с запада. Деревня Тереховицы (Треховицы) в XIX веке была более крупной. Население в 1859 году — 441 жит., в 1897 году — 607 жит.

### Административно-территориальная принадлежность
В конце XIX — начале XX века деревня входила в состав Новокотлицкой волости Муромского уезда.
С 1929 года деревня являлась центром Саксинского сельсовета, позднее входила в состав Ковардицкого сельсовета Муромского района, с 2005 года — в составе Ковардицкого сельского поселения.

## Население
| 1859 |
| ---- |
| 303  |

| 1859 | 1905 | 1926 | 2002 | 2010 | 2012 | 2021 |
| ---- | ---- | ---- | ---- | ---- | ---- | ---- |
| 303  | ↗492 | ↗667 | ↘279 | ↘199 | ↗208 | ↗245 |

## Инфраструктура
В деревне находятся фельдшерско-акушерский пункт, отделение федеральной почтовой связи.